# Ruine Scherenberg
Die Ruine Scherenberg ist der Überrest einer Burg aus dem Mittelalter auf dem Gebiet der Gemeinde Safenwil im Kanton Aargau.

## Geschichte
Über die ehemalige Burg ist nicht viel bekannt. Sie wurde von den Freiherren von Belp erbaut und um 1200 erstmals erwähnt. Die Herren von Ifenthal waren Besitzer der Burg, Johannes IV. von Ifenthal, Junker von Scherenberg, stellte 1344 auf der Burg eine Jahrzeit für sich und weitere Verwandte im Kloster Ebersecken aus. Die Anlage verfiel im 14. Jahrhundert, und ihre Reste wurden im Jahr 1844 abgebrochen. Heute sind noch der Burghügel und ein Brunnenschacht erhalten.